# Valeria Ciangottiniová
Valeria Ciangottiniová (* 5. srpna 1945 Řím) je italská herečka.
Narodila se v Římě rodičům pocházejícím z Umbrie. Jako čtrnáctiletou školačku ji obsadil Federico Fellini do role servírky Paoly ve filmu Sladký život. Úspěch tohoto filmu jí dopomohl k řadě postav romantických dívek především v detektivních a komediálních filmech. Byla také modelkou (pózovala na obal desky Donatelly Morettiové Diario di una sedicenne). Věnuje se i divadelnímu a televiznímu herectví, byla moderátorkou dětských pořadů stanice RAI.
Za roli ve filmu Cronaca di una passione byla nominována na cenu Globi d'oro.
Jejím manželem byl novinář Fabrizio Ricci (1934–2016).

## Filmografie (výběr)
- Sladký život (1960)
- La giornata balorda (1960)
- Don Camillo monsignore... ma non troppo (1961)
- Rodinná kronika (1962)
- Le due orfanelle (1965)
- Idoli controluce (1965)
- Per qualche dollaro in meno (1966)
- Caroline chérie (1968)
- L'assassino ha le mani pulite (1968)
- Fegefeuer (1971)
- Anna Karenina (1974)
- Contronatura (1976)
- Il punta di piedi (1984)
- Appuntamento a Liverpool (1988)
- Cronaca di una passione (2016)